# Deuteronomos algeriensis
Deuteronomos algeriensis là một loài bướm đêm trong họ Geometridae.